# Condylocardiidae
Famille
Genres de rang inférieur
- Americuna
- Carditella
- Carditopsis
- Cuna

Les Condylocardiidae sont une famille de mollusques bivalves.

## Liste des genres
Selon ITIS (30 avr. 2010) :
- genre Carditella  E. A. Smith, 1881
- genre Carditopsis  E. A. Smith, 1881
- genre Cuna  Hedley, 1902

Selon World Register of Marine Species (30 avr. 2010):
- Condylocardiinae

- genre Condylochardia

- genre Condylocuna
- genre Cuna  Hedley, 1902
- Cuninae